# Abrosoma johorense
Abrosoma johorense är en insektsart som beskrevs av Francis Seow-Choen och Teik Khiang Goh 1999. Abrosoma johorense ingår i släktet Abrosoma och familjen Aschiphasmatidae. Inga underarter finns listade i Catalogue of Life.